# Коган Ісаак Аронович
Ісаак Аронович Коган (1923, СРСР — 1998, Україна) — український радянський архітектор.

## Біографія
Ісаак Аронович Коган закінчив архітектурний факультет Харківського інженерно-будівельного інституту (ХІСІ) у 1953 р. Після закінчення інституту працював у проектних організаціях «Оргбудпроект» (Москва), «Гіпроанілфарба» (Рубіжне), Харківське відділення «Міськбудпроекту», «Укрміськбудпроект» (Харків).
Автор та співавтор низки проектів експериментальних будинків покращеного планування для будівництва в Харкові, інших містах України та Росії.
Учасник Другої світової війни. Нагороджений орденами Червоного Прапора, Вітчизняної війни І та ІІ ступеня.

## Джерело
- Чечельницький, Сергій Георгійович, Архітектори Харкова, Харків, 2008. ISBN 978-966-96531-4-7